# Nacarina wagneri
Nacarina wagneri is een insect uit de familie van de gaasvliegen (Chrysopidae), die tot de orde netvleugeligen (Neuroptera) behoort. 
Nacarina wagneri is voor het eerst wetenschappelijk beschreven door Navás in 1924.